# François Marie Briant de Laubrière
François Marie Briant de Laubrière est un homme politique français né le 9 mars 1781 à Quimperlé (Finistère) et mort le 24 octobre 1863 à Hennebont (Morbihan).

## Biographie
Propriétaire, maire de Quimper, il est député du Finistère de 1827 à 1830, siégeant à droite, avec les royalistes soutenant la Restauration. Il démissionne à l'avènement de la Monarchie de Juillet.

## Sources
- « François Marie Briant de Laubrière », dans Adolphe Robert et Gaston Cougny, Dictionnaire des parlementaires français, Edgar Bourloton, 1889-1891 [détail de l’édition]